# World Central Kitchen

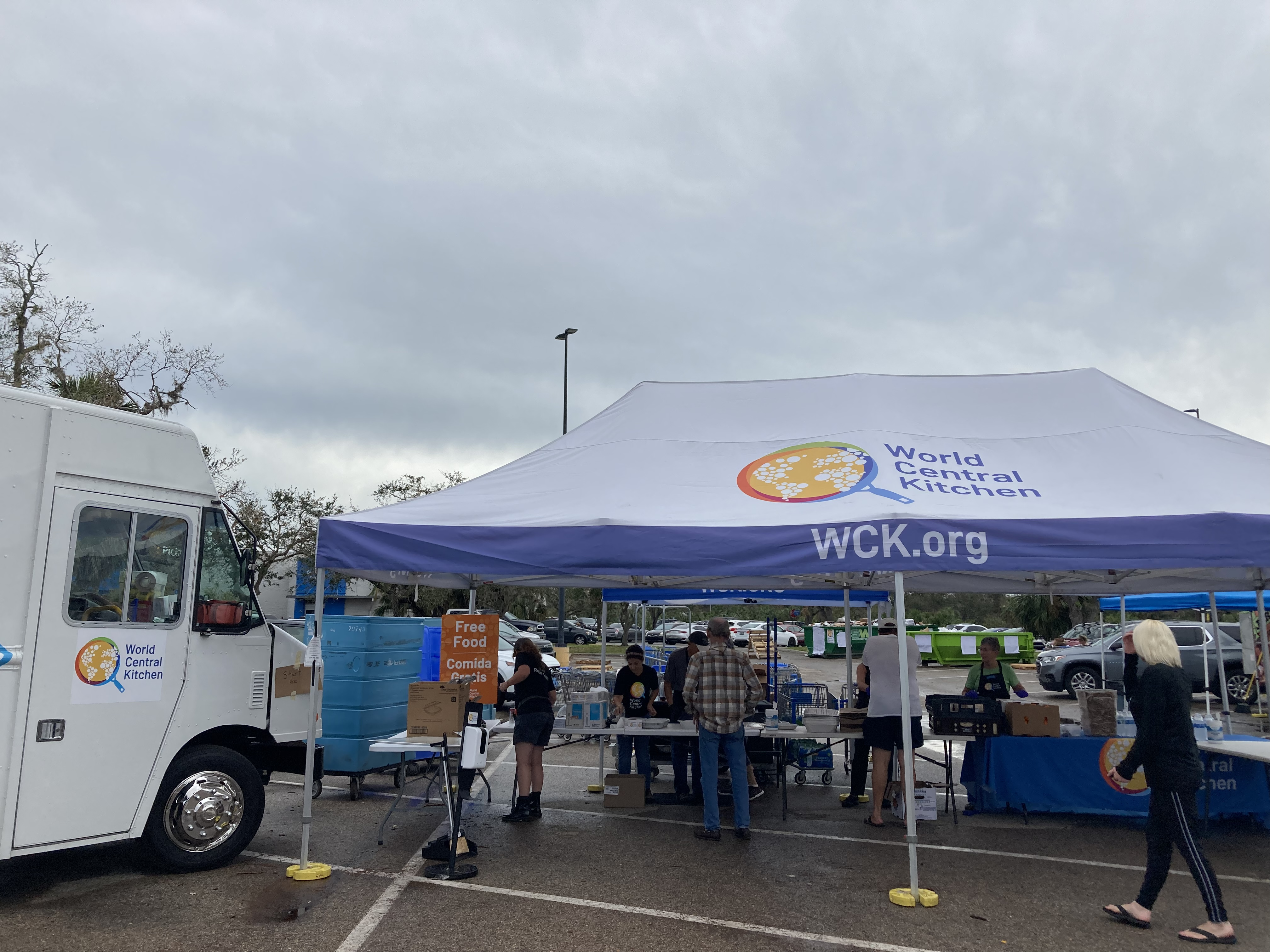
World Central Kitchen i Port Charlotte, Florida, efter orkanen Ian.

World Central Kitchen (WCK) är en icke-vinstdrivande, icke-statlig organisation som tillhandahåller måltider i samband med humanitära kriser. 
WCK grundades 2010 av den spanskamerikanske kocken och krögaren José Andrés, efter jordbävningen i Haiti. Därefter har organisationen hjälpt offer för bland annat orkanen Harvey, vulkanutbrottet Puna på Hawaii 2018, jordbävningen i Turkiet och Syrien 2023 och under den humanitära krisen i Gazaremsan 2023-2024.
2023 dödades en volontär för organisationen i Charkiv under invasionen av Ukraina.
2024 dödades sju anställda på Gazaremsan under Israel–Hamas-kriget.